# Ivica Jozić
Ivica Jozić (ur. 22 lipca 1969 w Mostarze) – bośniacki piłkarz występujący na pozycji pomocnika.
W barwach SG Wattenscheid 09 rozegrał 12 spotkań i strzelił cztery bramki w Bundeslidze. Zadebiutował w niej 7 sierpnia 1993 w wygranym 3:0 meczu z FC Schalke 04, zaś 30 kwietnia 1994 przeciwko 1. FC Nürnberg (1:4) zdobył swojego pierwszego gola w tych rozgrywkach. Z kolei 7 maja 1994 w wygranym 5:1 spotkaniu z Karlsruher SC strzelił hat tricka.
W reprezentacji Bośni i Hercegowiny wystąpił jeden raz, 24 kwietnia 1996 w zremisowanym 0:0 towarzyskim pojedynku z Albanią.

## Statystyki ligowe
| Rozgrywki     | Poziom | Kraj   | Mecze | Gole |
| ------------- | ------ | ------ | ----- | ---- |
| Bundesliga    | I      | Niemcy | 12    | 4    |
| 2. Bundesliga | II     | Niemcy | 28    | 3    |
| Regionalliga  | III    | Niemcy | 67    | 14   |
| Division 1    | I      | Belgia | 2     | 0    |
| Division 2    | II     | Belgia | 12    | 1    |